# Владимир Косма
Владими́р Косма́ (фр. Vladimir Cosma; 13 квітня 1940) — французький композитор, диригент і скрипаль румунського й єврейського походження.

## Біографія
Народився в родині спадкоємних музикантів. Його батько, Теодор Косма, був піаністом і диригентом. Його мати, Карола, писала музику. Дядько Владимира, Едгар Косма, теж проявляв композиторський хист і диригував. Одна з бабусь була піаністкою, ученицею знаменитого Ферруччо Бузоні.
Спочатку митець навчався музиці в Бухаресті. Але, отримавши першу премію Національної консерваторії в румунській столиці, 1963 року переїздить до Парижа (слідом за дядьком, який емігрував туди раніше). Там він продовжує студії в Паризькій музичній школі (фр. École Normale de Musique de Paris) під керівництвом Наді Буланже (фр. Nadia Boulanger'), відомої музичної педагогині й композиторки. Там урізноманітнює свій доробок новими творами некласичної форми (джаз). Робить аранжування пісень для композитора Мішеля Леграна, який потім порекомендував його режисеру Іву Роберу. Так почалася багаторічна співпраця велегранного композитора й режисера. Косма дебютує як кінокомпозитор у кінокомедії Іва Робера «Блаженний Олександр». Пише музику для багатьох фільмів за участю П'єра Рішара, Жерара Депардьє, Луї де Фюнеса, Жана-Поля Бельмондо, Катрін Денев, Софі Марсо. Одними з його найвідоміших робіт є тема у стрічці Високий блондин у чорному черевику з характеристичним соло на флейті, а також музика до фільму Діва режисера Жана-Жака Бенекса.
Його роботи завоювали перші місця на Канському кінофестивалі; він двічі одержав премію Сезар за найкращу музику до кінофільмів (Діва, 1982, і Бал Етторе Скола, 1984).
Крім того, Владимир писав музичні заставки для найстаршого каналу телебачення Франції, TF1, у 1975–76 рр. та їхні нові версії до 1984 року.
Написав симфонічні аранжування своїх мелодій із кінофільмів, які виконав симфонічний оркестр під його орудою.
Протягом трьох років працював над створенням опери за мотивами «Марсельєзької трилогії» Марселя Панола під назвою «Маріус і Фані», прем'єра якої відбулася 4 вересня 2007 року в Марсельському оперному театрі.
З 1963 року мешкає у Парижі.

## Вибрана фільмографія
| - 1967 — Блаженний Олександр - 1967 — Мета - 1968 — Пригоди Тома Сойера - 1970 — Тереза - 1970 — Розсіяний / Le Distrait - 1970 — Нещастя Альфреда / Les Malheurs d'Alfred - 1970 — Мандрівник - 1972 — Високий блондин у чорному черевику / Le Grand Blond Avec Une Chaussure Noir - 1973 — Привіт, артисте! - 1973 — Пригоди рабина Якова / Les Aventures De Rabbi Jacob - 1974 — Він починає сердитися / Moutarde Me Monte Au Nez - 1974 — Повернення високого блондина / Le Retour Du Grand Blond - 1974 — Суперниця - 1975 — Міхайло Строгов - 1975 — Тримай у полі зору / La Course à l'échalote - 1975 — Рожевий телефон - 1975 — Дюпон Лажуа / Dupont Lajoie - 1976 — Дракула — батько й син - 1976 — Іграшка / Le Jouet - 1976 — І слони бувають невірними - 1976 — Крильце або ніжка - 1976 — Сюрприз для шефа - 1977 — Собака для монсеньйора Мішеля - 1977 — Чудовисько - 1978 — Чвари - 1978 — Я боязкий, але я лікуюся | - 1979 — Це не я, це він / C'est ne pas moi, c'est lui - 1980 — Бум / La Boum - 1980 — Недоумки на канікулах - 1980 — Укол парасолькою / Le coup du paraplui - 1981 — Невдахи / La Chevre - 1982 — Ас із асів - 1982 — Бум 2 / Le Boum-2 - 1983 — Татусі / Les ComPeres - 1983 — Бал - 1983 — Банзай! - 1984 — Близнюк / Le Jumeau - 1985 — Втікачі - 1985 — Королі жарту - 1988 — Студентка / L'etudiante - 1989 — Повернення Арсена Люпена - 1990 — Замок моєї матері - 1991 — Бал недотеп - 1991 — Тотальне стеження - 1992 — Місто для продажу - 1994 — Бонсуар - 1996 — Ягуар - 1997 — Сонце - 1998 — Вечеря з недоуком - 2000 — Хамелеон - 2017 — Містер Штейн іде в онлайн |